# 둥젠화
둥젠화(동건화, 중국어 간체자: 董建华, 정체자: 董建華, 병음: Dǒng Jiànhuá; 광둥어: dung2 gin3 waa4 둥긴와, IPA: [təʊŋ35 kɪn33 wɑ11]; 상하이어: 퉁치화, 영어: Tung Chee Hwa; 1937년 7월 7일 ~ )는 중국 상하이에서 태어난 기업인이자 정치인으로, 홍콩의 중화인민공화국으로의 반환 이후 초대 행정장관을 지냈다.
1996년에 위임하여 1997년 7월 1일 홍콩 특별행정구 초대 행정장관으로 취임했다. 2002년 재선되었으나 5년 임기를 채우기 전인 2005년 3월 12일에 건강상의 이유를 들어 사임했다. 현재 중국인민정치협상회의 부주석을 역임하고 있다.

## 생애
중화민국 해운업 거물이었던 둥차오융의 장남으로 1937년 상하이시에서 태어났다. 그의 가족은 1949년 중국공산당을 피해 홍콩으로 이주했다. 홍콩에서도 해운 사업이 번창해 홍콩 최대의 해운사인 오리엔탈 오버시스(OOCL)로 성장했다. OOCL은 당시 중국국민당과 밀접한 관계였다.
둥젠화는 리버풀 대학교에서 공학을 전공하고 미국에서 10년 가까이 거주했다. 서구에서 생활하는 동안 그가 본 무질서한 모습은 그의 보수적 정치관에 영향을 주었다. 1969년 홍콩에 들어와 OOCL에서 일하기 시작했다.
1982년 아버지가 사망했을 때 회장직에 올랐지만, 회사는 재정적으로 어려움을 겪고 있었다. 1985년 OOCL은 중국 정부와 밀접한 사업가 헨리 폭에게서 1억 2천만 달러를 지원받아 위기를 넘긴다. 둥젠화는 후에 이 돈이 중국 정부의 지원이었다고 인정했다. 그는 이 때부터 중화인민공화국과 정치적 관계를 맺기 시작했다.

## 정치 활동
영국령 홍콩의 마지막 총독이었던 크리스 패튼은 둥젠화를 행정회의 의원으로 임명했다. 중국 정부도 홍콩 반환이 다가오자 그를 중국인민정치협상회의 의원으로 임명하고 자문역을 맡겼다.
1996년 11월 21일 열린 행정장관 선거에서 둥젠화는 선거인단 400명 중 320명의 지지를 받아 42석을 받은 양톄량을 큰표차로 이기고 당선되었다. 그는 이미 그해 1월 베이징에서 장쩌민과 만나 악수하면서, 중국 정부가 선호하는 후보가 자신임을 증명했고 선거는 형식적인 절차에 지나지 않았다.
1997년 7월 1일 홍콩이 반환되자 둥젠화도 행정장관으로 취임했다. 얼마 지나지 않아 발생한 아시아 금융 위기는 홍콩 경제에도 큰 타격을 입혔다. 자산 가격이 폭락하고 홍콩 달러가 투기 세력의 공격을 받자, 홍콩 정부는 금리를 일시적으로 280%로 올리고 직접 주식을 매입하는 등 전례 없는 방식으로 시장에 개입했다. 주택 공급을 늘리겠다는 그의 공약에도 불구하고 홍콩 정부는 이례적으로 토지 경매를 중단해야 했다.
재임 중 둥젠화는 홍콩인들의 신뢰를 잃었지만 여전히 중국 정부의 지지를 받았다. 홍콩 경제가 4년 만에 다시 경기 침체에 빠진 2002년 그의 지지율은 20% 미만이었지만, 행정장관 선거에서 그는 단독으로 출마해 당선되었다. 이 선거는 중국의 촌장 선거보다 더 폐쇄적이라는 비판을 받았다.
그의 두번째 임기는 SARS와 민주화 시위로 혼란스러웠다. 중국 정부도 그에게 등을 돌려 후진타오 주석이 2004년 그를 공개적으로 질책하기도 했다. 2005년 3월 10일 그는 중국 정부의 압박을 부정하며 건강상의 이유로 행정장관직에서 사임했다.

## 역대 선거 결과
| 선거명      | 직책명          | 대수 | 정당   | 득표율   | 득표수 | 결과 | 당락 |
| ----------- | --------------- | ---- | ------ | -------- | ------ | ---- | ---- |
| 1996년 선거 | 홍콩의 행정장관 | 1대  | 무소속 | 80.40%   | 320표  | 1위  |      |
| 2002년 선거 | 홍콩의 행정장관 | 1대  | 무소속 | 단독후보 | 무투표 | 1위  |      |

## 같이 보기
- 홍콩의 정치